# Criciova
Criciova (en hongrois : Kricsó) est une commune du județ de Timiș en Roumanie.